# Wereldkampioenschappen kunstschaatsen 1965
De Wereldkampioenschappen kunstschaatsen 1965 werden gevormd door vier toernooien die door de Internationale Schaatsunie werden georganiseerd.
Het WK evenement van 1965 vond van 2 tot en met 7 maart plaats in Colorado Springs, Verenigde Staten. Het was de derde keer dat de Wereldkampioenschappen kunstschaatsen hier plaatsvonden, ook de kampioenschappen van 1957 en 1959 vonden hier plaats. Het was de vierde keer dat een WK in de Verenigde Staten plaatsvond, in 1930 was New York gaststad. Het was toen voor het eerst dat de (toen nog drie) kampioenschappen tegelijkertijd in een gaststad en buiten Europa plaatsvonden.
Voor de mannen was het de 55e editie, voor de vrouwen de 45e editie, voor de paren de 43e editie, en voor de ijsdansers de dertiende editie.

## Deelname
Er namen deelnemers uit dertien landen deel aan deze kampioenschappen. Zij vulden 66 startplaatsen in. Er namen geen deelnemers uit België en Nederland aan deze kampioenschappen deel.
(Tussen haakjes het totaal aantal startplaatsen in de vier toernooien.)
| Verenigde Staten (12) Canada (8) Oostenrijk (7) West-Duitsland (7) Frankrijk (6) | Sovjet-Unie (5) Verenigd Koninkrijk (5) Duitse Democratische Republiek (4) Japan (3) | Hongarije (3) Tsjecho-Slowakije (3) Italië (2) Zwitserland (1) |

## Medailleverdeling
Bij de mannen werd Alain Calmat de twintigste wereldkampioen en de tweede Fransman die de wereldtitel bij de mannen behaalde. Hij was daarmee de opvolger van Alain Giletti die in 1960 de wereldtitel behaalde. Calmat veroverde zijn vijfde medaille, in 1960 en 1962 werd hij derde en in 1963 en 1964 tweede. De nummers twee en drie, Scott Allen en Donald Knight, stonden beide voor de eerste keer op het erepodium.
Bij de vrouwen werd Petra Burka de zestiende wereldkampioene en de tweede Canadese die de wereldtitel bij de vrouwen behaalde. Zij was daarmee de opvolger van Barbara Ann Scott die in 1947 en 1948 de wereldtitel veroverde. Burka behaalde haar tweede WK medaille, in 1964 werd ze derde. Regine Heitzer, in 1962 derde en in 1963 en 1964 tweede, eindigde ook dit jaar op de tweede plaats. De nummer drie, Peggy Fleming, stond voor de eerste keer op het erepodium.
Bij de paren werd het paar Ljoedmila Belousova / Oleg Protopopov het 21e paar dat de wereldtitel veroverde. Zij waren de eerste wereldkampioenen in het kunstschaatsen uit de Sovjet-Unie. Het was hun vierde WK medaille, in 1962, 1963, 1964 werden ze tweede. Vivian Joseph / Ronald Joseph op plaats twee stonden voor het eerst op het podium. Voor Tatjana Zjoek op plaats drie was het haar tweede WK medaille, in 1963 werd ze ook derde met schaatspartner Aleksandr Gavrilov, dit jaar met haar nieuwe schaatspartner Aleksandr Gorelik.
Bij het ijsdansen veroverde het paar Eva Romanová / Pavel Roman hun vierde wereldtitel op rij. Janet Sawbridge / David Hickinbottom, in 1964 derde, stonden dit jaar op de tweede plaats op het erepodium. Lorna Dyer / John Carrell op plaats drie stonden voor het eerst op het podium.
| Discipline | Goud                                  | Zilver                               | Brons                             |
| ---------- | ------------------------------------- | ------------------------------------ | --------------------------------- |
| Mannen     | Alain Calmat                          | Scott Allen                          | Donald Knight                     |
| Vrouwen    | Petra Burka                           | Regine Heitzer                       | Peggy Fleming                     |
| Paren      | Ljoedmila Belousova / Oleg Protopopov | Vivian Joseph / Ronald Joseph        | Tatjana Zjoek / Aleksandr Gorelik |
| IJsdansen  | Eva Romanová / Pavel Roman            | Janet Sawbridge / David Hickinbottom | Lorna Dyer / John Carrell         |

## Uitslagen
pc/9 = plaatsingcijfer bij negen juryleden
| #      | naam (deelname)        | land                                    | pc/9 |
| ------ | ---------------------- | --------------------------------------- | ---- |
| Goud   | Alain Calmat (11)      | Vlag van Frankrijk                      | 9    |
| Zilver | Scott Allen (4)        | Vlag van Verenigde Staten               | 27   |
| Brons  | Donald Knight (3)      | Vlag van Canada                         | 29   |
| 4      | Nobuo Sato (5)         | Vlag van Japan                          | 41   |
| 5      | Emmerich Danzer (4)    | Vlag van Oostenrijk                     | 37   |
| 6      | Gary Visconti          | Vlag van Verenigde Staten               | 48   |
| 7      | Wolfgang Schwarz       | Vlag van Oostenrijk                     | 72   |
| 8      | Peter Jonas (6)        | Vlag van Oostenrijk                     | 82   |
| 9      | Peter Krick            | Vlag van Bondsrepubliek Duitsland       | 82   |
| 10     | Robert Dureville (4)   | Vlag van Frankrijk                      | 89   |
| 11     | Sepp Schönmetzler (4)  | Vlag van Bondsrepubliek Duitsland       | 98   |
| 11     | Jay Humphrey           | Vlag van Canada                         | 103  |
| 12     | Tim Wood               | Vlag van Verenigde Staten               | 115  |
| 13     | Giordano Abbondati (2) | Vlag van Italië                         | 121  |
| 15     | Patrick Péra (2)       | Vlag van Frankrijk                      | 138  |
| 16     | Ondrej Nepala (2)      | Vlag van Tsjecho-Slowakije              | 149  |
| 17     | Sergej Tsjetveroechin  | Vlag van Sovjet-Unie                    | 151  |
| 18     | Günter Zöller          | Vlag van Duitse Democratische Republiek | 156  |
| 19     | Jeno Ebert (2)         | Vlag van Hongarije                      | 170  |
| 20     | Hywel Evans (2)        | Vlag van Verenigd Koninkrijk            | 173  |

| #      | naam (deelname)               | land                                    | pc/9 |
| ------ | ----------------------------- | --------------------------------------- | ---- |
| Goud   | Petra Burka (4)               | Vlag van Canada                         | 9    |
| Zilver | Regine Heitzer (7)            | Vlag van Oostenrijk                     | 23   |
| Brons  | Peggy Fleming (2)             | Vlag van Verenigde Staten               | 28   |
| 4      | Christine Haigler (3)         | Vlag van Verenigde Staten               | 30   |
| 5      | Gabriele Seyfert (2)          | Vlag van Duitse Democratische Republiek | 55   |
| 6      | Miwa Fukuhara (5)             | Vlag van Japan                          | 57   |
| 7      | Valerie Jones                 | Vlag van Canada                         | 65   |
| 8      | Nicole Hassler (6)            | Vlag van Frankrijk                      | 68   |
| 9      | Helli Sengtschmid (4)         | Vlag van Oostenrijk                     | 83   |
| 10     | Albertina Noyes (2)           | Vlag van Verenigde Staten               | 97   |
| 11     | Diana Carol Clifton-Peach (4) | Vlag van Verenigd Koninkrijk            | 100  |
| 12     | Kumiko Okawa (2)              | Vlag van Japan                          | 96   |
| 13     | Hana Mašková (2)              | Vlag van Tsjecho-Slowakije              | 120  |
| 14     | Gloria Anne Tatton            | Vlag van Canada                         | 118  |
| 15     | Sandra Brugnera (4)           | Vlag van Italië                         | 133  |
| 16     | Angelika Wagner               | Vlag van Bondsrepubliek Duitsland       | 147  |
| 17     | Jelena Slepova                | Vlag van Sovjet-Unie                    | 151  |
| 18     | Zsuzsanna Szentmiklosi (2)    | Vlag van Hongarije                      | 158  |

| #      | naam (deelname)                            | land                                    | pc/9 |
| ------ | ------------------------------------------ | --------------------------------------- | ---- |
| Goud   | Ljudmila Belousova (6) Oleg Protopopov (6) | Vlag van Sovjet-Unie                    | 9    |
| Zilver | Vivian Joseph (3) Ronald Joseph (3)        | Vlag van Verenigde Staten               | 19   |
| Brons  | Tatjana Zjoek (3) Aleksandr Gorelik        | Vlag van Sovjet-Unie                    | 32   |
| 4      | Gerda Johner (3) Rüdi Johner (3)           | Vlag van Zwitserland                    | 39   |
| 5      | Sonja Pfersdorf (3) Gunther Matzdorf (3)   | Vlag van Bondsrepubliek Duitsland       | 45   |
| 6      | Cynthia Kauffmann (2) Ronald Kauffmann (2) | Vlag van Verenigde Staten               | 45   |
| 7      | Tatjana Tarasova Georgij Proskoerin        | Vlag van Sovjet-Unie                    | 67   |
| 8      | Irene Müller (2) Hans-Georg Dallmer (2)    | Vlag van Duitse Democratische Republiek | 85   |
| 9      | Joanne Heckert Gary Clark                  | Vlag van Verenigde Staten               | 80   |
| 10     | Gerlinde Schönbauer (2) Wilheim Bietak (2) | Vlag van Oostenrijk                     | 96   |
| 11     | Margot Glockschuber Wolfgang Danne (2)     | Vlag van Bondsrepubliek Duitsland       | 101  |
| 12     | Alexis Shields Chirs Shields               | Vlag van Canada                         | 102  |
| 13     | Ingrid Bodendorff Volker Waldeck           | Vlag van Bondsrepubliek Duitsland       | 112  |
| 14     | Susan Huehnergard Paul Huehnergard         | Vlag van Canada                         | 113  |

| #      | naam (deelname)                             | land                                    | pc/7 |
| ------ | ------------------------------------------- | --------------------------------------- | ---- |
| Goud   | Eva Romanová (4) Pavel Roman (4)            | Vlag van Tsjecho-Slowakije              | 8    |
| Zilver | Janet Sawbridge (3) David Hickinbottom (3)  | Vlag van Verenigd Koninkrijk            | 18   |
| Brons  | Lorna Dyer (3) John Carrell (3)             | Vlag van Verenigde Staten               | 26   |
| 4      | Diane Towler (2) Bernard Ford (2)           | Vlag van Verenigd Koninkrijk            | 30   |
| 5      | Kristin Fortune Dennis Sveum                | Vlag van Verenigde Staten               | 33   |
| 6      | Yvonne Suddick (2) Roger Kennerson (2)      | Vlag van Verenigd Koninkrijk            | 40   |
| 7      | Sally Urban-Schantz (2) Stanley Urban (2)   | Vlag van Verenigde Staten               | 46   |
| 8      | Carole Forrest (3) Kevin Lethbridge (3)     | Vlag van Canada                         | 58   |
| 9      | Brigitte Martin (2) Francis Gamichon (2)    | Vlag van Frankrijk                      | 66   |
| 10     | Gyorgyi Korda (4) Pál Vásárhelyi (4)        | Vlag van Hongarije                      | 70   |
| 11     | Lynn Matthews Byron Topping                 | Vlag van Canada                         | 75   |
| 12     | Christi Trebesiner (3) Gerald Felsinger (3) | Vlag van Oostenrijk                     | 84   |
| 13     | Gabrielle Rauch (3) Rudi Mathysik (3)       | Vlag van Bondsrepubliek Duitsland       | 88,5 |
| 14     | Annerose Baier Eberhard Rüger               | Vlag van Duitse Democratische Republiek | 93,5 |

Medaillewinnaars

Mannen · 
Vrouwen ·
Paren · 
IJsdansen

 Toernooi

1896 · 
1897 · 
1898 · 
1899 · 
1900 · 
1901 · 
1902 · 
1903 · 
1904 · 
1905 · 
1906 · 
1907 · 
1908 · 
1909 · 
1910 · 
1911 · 
1912 · 
1913 · 
1914 · 
1915-1921 · 
1922 · 
1923 · 
1924 · 
1925 · 
1926 · 
1927 · 
1928 · 
1929 · 
1930 · 
1931 · 
1932 · 
1933 · 
1934 · 
1935 · 
1936 · 
1937 · 
1938 · 
1939 ·
1940-1946 · 
1947 · 
1948 · 
1949 · 
1950 · 
1951 · 
1952 · 
1953 · 
1954 · 
1955 · 
1956 · 
1957 · 
1958 · 
1959 · 
1960 · 
1961 · 
1962 · 
1963 · 
1964 · 
1965 · 
1966 · 
1967 · 
1968 · 
1969 · 
1970 · 
1971 · 
1972 · 
1973 · 
1974 · 
1975 · 
1976 · 
1977 · 
1978 · 
1979 · 
1980 · 
1981 · 
1982 · 
1983 · 
1984 · 
1985 · 
1986 · 
1987 · 
1988 · 
1989 · 
1990 · 
1991 · 
1992 · 
1993 · 
1994 · 
1995 ·
1996 · 
1997 · 
1998 · 
1999 · 
2000 · 
2001 · 
2002 · 
2003 · 
2004 · 
2005 · 
2006 ·
2007 ·
2008 ·
2009 ·
2010 ·
2011 ·
2012 ·
2013 ·
2014 ·
2015 ·
2016 ·
2017 ·
2018 ·
2019 · 
2020 · 
2021 ·
2022 ·
2023 ·
2024

 ISU-kampioenschappen

WK kunstschaatsen junioren ·
EK kunstschaatsen ·
Viercontinentenkampioenschap ·
Olympische Spelen